# Bandung Baru (Adi Luwih)
Bandung Baru is een bestuurslaag in het regentschap Pringsewu van de provincie Lampung, Indonesië. Bandung Baru telt 12.070 inwoners (volkstelling 2010).